# Provincia del Mashonaland Centrale
La provincia del Mashonaland Centrale (ufficialmente Mashonaland Central in inglese) è una delle 10 province dello Zimbabwe. Ha una popolazione di 1.384.891 abitanti il suo capoluogo è Bindura.

## Demografia
| Anno(Censimento) | Popolazione       |
| ---------------- | ----------------- |
| 2002             | 995.427           |
| 2012             | 1.152.520 (+1,5%) |
| 2022             | 1.384.891 (+1,9%) |

## Geografia antropica

### Suddivisioni amministrative
La provincia è divisa in sette distretti:
- Bindura
- Muzarabani
- Guruve
- Mt. Darwin
- Rushinga
- Shamva
- Mazowe
- Mbire